# تاشفورغان (كسبي)
تاشفورغان هي بلدة في مقاطعة كسبي في ولاية قشقداريا في أوزبكستان.